# Silviu Petrescu
Silviu Petrescu (n. 3 noiembrie 1931) este un fost deputat român în legislatura 1996-2000, ales în municipiul București pe listele PNȚCD. Silviu Petrescu a devenit deputat independent din februarie 2000. Silviu Petrescu a fost membru în grupurile parlamentare de prietenie cu Republica Slovenia, Republica Coreea, Republica Ecuador și Federația Rusă.